# Du temps qu'on existait
Du temps qu'on existait est un roman de Marien Defalvard.
Publié en 2011, il obtient la même année le prix de Flore et le Prix du premier roman.

## Résumé
Le roman narre les rêveries solitaires d'un homme qui se retourne sur sa vie, la contemple d'un œil distant, fantasque, rythmé par des dates et des lieux de France qui ont marqué son esprit.
Chaque lieu (Paris, Le Mans, etc.) correspond à une impression, un flux d'émotions.
Au fur et à mesure que le lecteur avance dans le roman, un nuage spleenétique se met en place, une douce mélancolie plane sur la vie du narrateur.

## Réception critique

### Avis favorables
Olivier Mony dit dans Livres Hebdo y voir « un premier roman fascinant », « le livre que l'on attendait plus, que l'on ignorait même espérer », et « la confirmation éclatante des privilèges du romanesque ».
Dans Le Nouvel Observateur, Jérôme Garcin se montre dithyrambique (« J'en conclus que ce garçon est soit un génie, soit un imposteur ») et évoque un écrivain « stupéfiant de maturité » ou « doué comme c'est [sic] pas permis », « un talent fou, crémeux, irrépressible » et une « prose somptueuse ».
Marin de Viry, dans Marianne, parle d'un « incroyable talent », et d'un « paysage stylistique [...] remarquable » et d'un « torrent scintillant ».
Lauren Malka considère Defalvard dans Le Magazine littéraire comme « étonnamment proche de Raymond Radiguet ».
Christophe Ono-dit-Biot loue dans L'Express « un texte [...] aussi désincarné que stylistiquement sidérant ».
Juan Asensio, sur son blogue Stalker, consacre à ce premier roman une longue note laudative, évoque un premier roman « exceptionnel », « un prodige languide et hallucinant », « un chant [...] qui s'élève souvent jusqu'à des hauteurs de pure poésie ».
Philippe Chevilley, dans Les Échos, loue les « descriptions poétiques, dignes des plus grands peintres » et évoque un « jeune écrivain surdoué » qui « nous rappelle que nous aussi, nous avons existé, peut-être ».
Laurent Nunez, dans Le Magazine littéraire, considère que « le style de Defalvard rappelle parfois celui d’Aragon, et ses excès ; et jusqu’aux défauts que critiquait Paulhan : «Qui attendrait d’Aragon une idée juste ? Il enchante, il donne à rêver. Rostand est gauche près de lui.» Oui, Rostand serait également gauche près de Defalvard ».
Astrid de Larminat, dans Le Figaro, juge que la première moitié du livre ressemble à « une Recherche du temps perdu composée par un Rimbaud », mais que « la grâce disparaît » dans la seconde partie, même si le style possède « les mêmes beautés qu'au commencement ».
Selon Isabelle Bunisset, dans Sud Ouest, « à côté, certains maîtres de renom paraissent bien pâles et fatigués ».
Arnaud Viviant, intervenant dans l'émission Le Masque et la Plume, estime que le livre « ressemble à la partie de la Recherche qui s'appelle Noms de pays, chez Proust » ; il évoque « un très grand livre sur le paysage » et juge que l'auteur « est un grand écrivain ».
Christian Authier, dans L'Opinion indépendante, parle d'un livre « d'une poésie folle », d'une «  méditation grave et rieuse » à « la beauté baroque », et conclut : « littérature française pas morte. Faites passer la bonne nouvelle. » 
Yves Simon, dans Paris Match, célèbre un livre « immensément poétique », « sorti du ventre de la Terre ».

### Avis défavorables
Nonobstant le soulignage de ses « trouvailles stylistiques éclatantes », Raphaëlle Leyris, du Monde, déplore l'aspect « conservateur » du livre, « qui semble exalter une impossible fixité des choses ». « Mais c'est avant tout le roman d'un véritable écrivain, pour qui la seule réalité qui vaille existe dans les mots », souligne-t-elle en conclusion de son article.
L'Express évoque, sous la plume de Jérôme Dupuis, un « Justin Bieber romancier » et un « pavé indigeste » et « épouvantable ».

## Prix
Marien Defalvard reçoit les prix de Flore et du premier roman.

Lors de la remise du Flore, le 9 novembre 2011, il fait scandale en déclarant : 

« Je suis un facho, mon concurrent Jérôme Leroy est évidemment un facho. [...] Je suis ravi que le prix de Flore s'engage sur la même pente que le monde entier, au fond, et que Frédéric Beigbeder fasse son coming out de facho. N'oublions pas que la littérature est fasciste par essence, qu'il n'y a pas plus facho qu'un roman,. »

 Il déclare peu après qu'il s'agissait d'une plaisanterie.
Cette soirée est racontée dans la chronique « Nuits parisiennes » de Julien Cottereau sur Europe 1, dans l'émission Rendez-vous à l'hôtel de Michel Field.

## Éditions
- Du temps qu'on existait, Paris, Grasset, 2011  (ISBN 9782246787389) ; Le Livre de Poche, 2012.